# 字貫
『字貫』（じかん）は、中国清代の1770年代に、王錫侯により編纂された字典。王錫侯は江西省新昌県出身の挙人（清代において科挙の第一段階である郷試合格者）であるが、同書は清朝においては禁書とされた。

## 特徴
『字貫』は、康熙帝の勅撰により編纂された『康熙字典』の誤謬を修正し、また、同字典の欠点ともいえる検索の困難さも改善し、収録字数も減少している。『康熙字典』においては部首引きの字書であったところ、本書では漢字の意味ごとにわける義書に変わっており、たとえば「取」「采」「掬」「撮」「掠」「鬮」「丐」などの「とる」の意味をもつ漢字は「取采」という部門に列挙してある。また当時の知識人の間では常識であった避諱を採用せず、康熙帝の「玄燁」や乾隆帝の「弘暦」といった皇帝の諱を掲載した初版を発行している。第二版では避諱が採用されたが、避諱不採用であったことから清朝により禁書に指定された。

## 字貫をめぐる事件
1770年代、王錫侯は『康熙字典』が抱えていた問題点を改善すべく独自に『字貫』を刊行した。序文では「漢字配列の一貫性の欠如により検索が困難」、「収録されている字数が膨大で、調べたい漢字が調べられない」といった『康熙字典』に対する批判を行っている。その序文を見た王錫侯の親戚にあたる王瀧南は、『康熙字典』に対する不敬と考え、江西省巡撫であった海成に告発している。『字貫』を調査した海成は、序文の『康熙字典』批判は無礼であると判断し、王錫侯から挙人の資格剥奪を乾隆帝に上奏した。『字貫』を見た乾隆帝は、自身及び歴代の清朝皇帝の諱がそのまま掲載されていることを確認し、これにより『字貫』は単なる不敬から皇帝に対する大逆事件へと発展した。
この事件により、著者である王錫侯を初め、子3人と孫4人が連座して処刑された。さらに『字貫』を最初に調査した海成が避諱を行っていない事実を発見できなかった事実も批判対象となり、彼も死罪とされ、海成の上司だった江西省総督の両河も監督不行届に問われて一級降格処分にされた。また、発売された『字貫』とその版木、そして王錫侯が書いた他の著書も押収され焼却された。
以上のように、『字貫』は禁書指定を受けたが、刊行本のうち何冊かは既に日本にも輸入され、江戸城紅葉山文庫に保管されていたため現在に伝わり、1884年（明治17年）に赤坂離宮の太政官文庫、次いで内閣文庫を経て、最終的には国立公文書館に所蔵された。